# NGC 867
NGC 867 (NGC 875) é uma galáxia espiral (S0-a) localizada na direcção da constelação de Cetus. Possui uma declinação de +01° 14' 41" e uma ascensão recta de 2 horas, 17 minutos e 04,8 segundos.
A galáxia NGC 867 foi descoberta em 21 de Dezembro de 1783 por William Herschel.